# Belen Gettwart
Belen Gettwart (* 15. März 2002 in München) ist eine deutsche Handballspielerin auf der Position Rückraum Mitte. In der Disziplin Beachhandball ist sie als Rechtsaußen deutsche Nationalspielerin und gewann mit der Mannschaft 2021/22 in weniger als einem Jahr den Titel bei den Europa- und Weltmeisterschaften sowie den World Games.

## Privates
Gettwart ist seit dem Frühjahr 2023 ausgebildete Physiotherapeutin. Im November 2024 trat sie als Sportsoldatin der Bundeswehr bei. Ihre Schwester Laura Gettwart ist Notfallsanitäterin und spielt ebenfalls Handball. Sie spielen zusammen Beachhandball bei den Beach Bazis.

## Hallenhandball

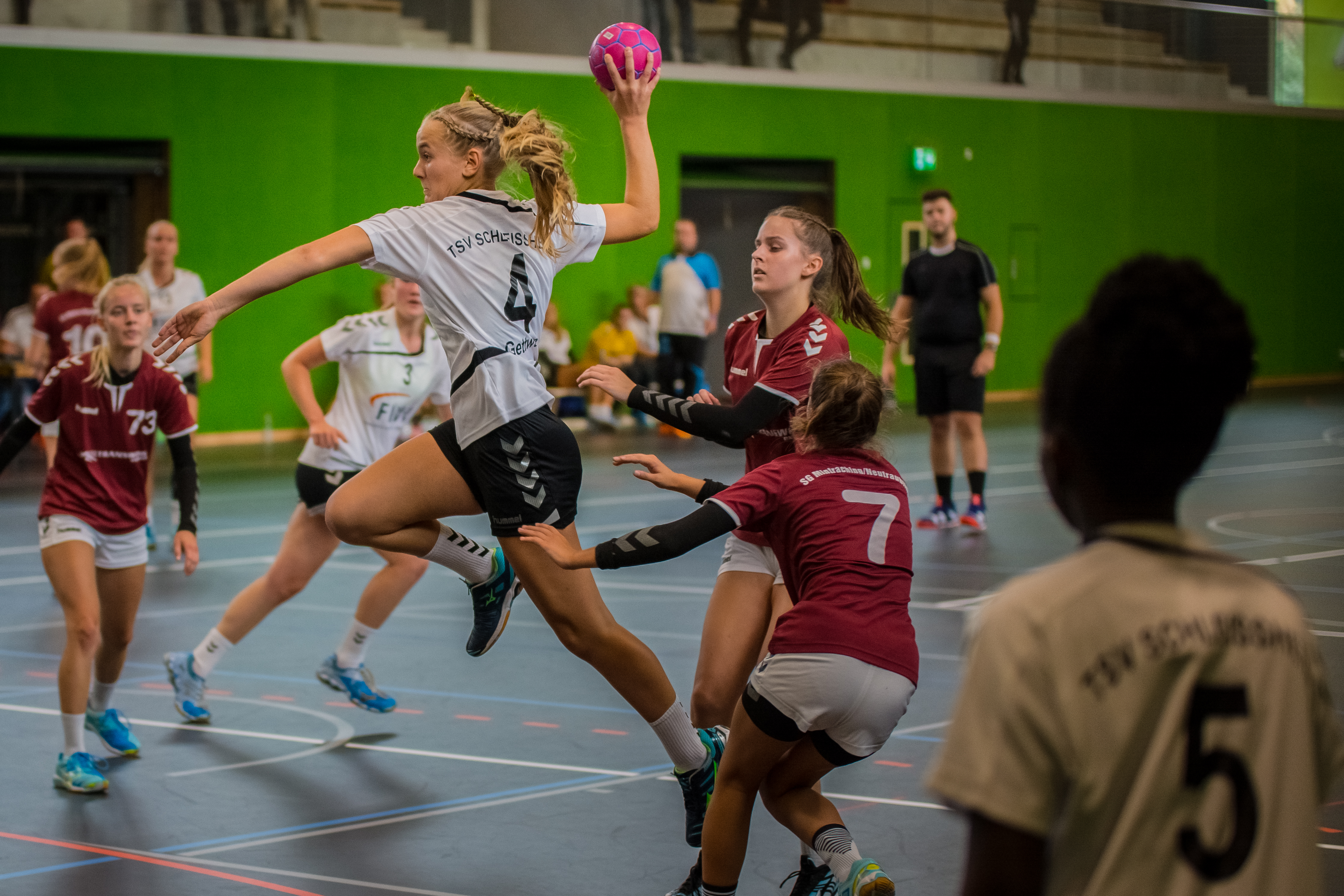
Gettwart beim Torwurf im Spiel der Bayernliga Weiblich B SG FC Mintraching – TSV Schleißheim 2018

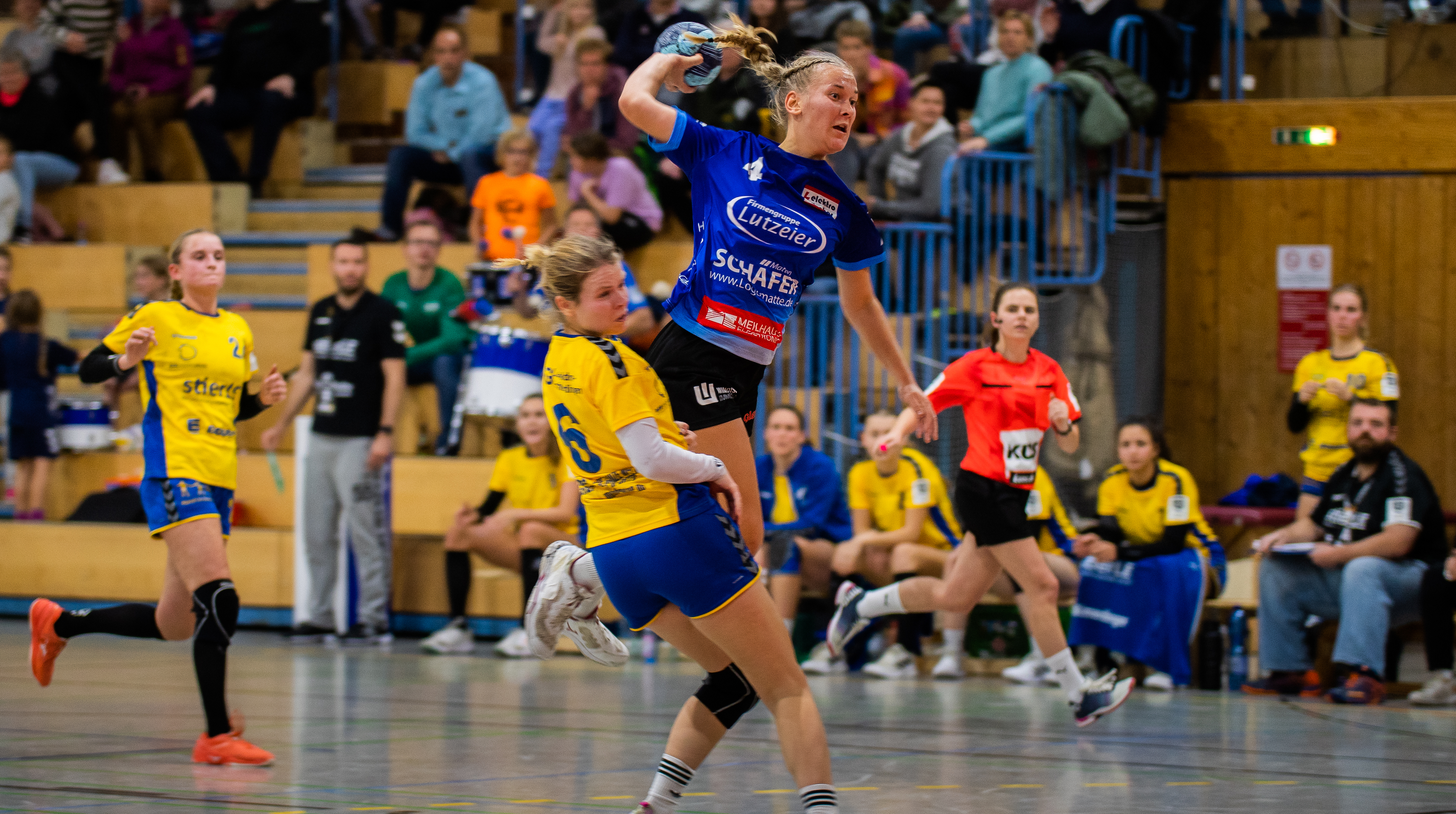
Gettwart beim Torwurf im Drittligaspiel HCD Gröbenzell – HSG Leinfelden-Echterdingen 2022

Belen Gettwart begann im Alter von fünf Jahren beim TSV Schleißheim mit dem Handballsport. Zwischenzeitlich pausierte sie hier und widmete sich zunächst dem Tanzsport, kehrte dann aber zum Handball zurück. Dort zeigte sie schnell ihr Talent und wurde mehrfach zu Lehrgängen und Turnieren von Auswahlmannschaften berufen, so z. B. 2017, zu einem Sichtungslehrgang der Jugend-Nationalmannschaft. Mit ihrer C-Jugend-Mannschaft gelang Gettwart 2015 die Qualifikation für die Bayernliga. Sie spielte in der Folgezeit sowohl in ihrer Altersklasse in der Bayernliga, als auch in den jeweils höheren Jahrgangsmannschaften, ihres Schleißheimer Vereins.
2017 wechselte Gettwart zum HCD Gröbenzell, behielt aber ein Zweitspielrecht beim TSV Schleißheim. Somit spielte sie in der Saison 2017/18 sowohl für Schleißheim in der B-Jugend-Mannschaft (Bayernliga), als auch mit Gröbenzell in der Jugendbundesliga. Daneben trainierte sie mit der ersten Frauenmannschaft des HCD. Seit Sommer 2019 spielt sie nur noch für Gröbenzell. Hier bestritt sie 2019/20 Spiele für verschiedene Mannschaften des HCD: Jugendbundesliga. Mit der B-Jugend spielte sie in der Bayernliga und die Mannschaft gewann die bayerische Meisterschaft. Mit der 2. Frauenmannschaft spielte sie in der Landesliga. Zudem bekam sie vereinzelte Einsätze in der ersten Mannschaft in der 3. Liga. In der darauf folgenden Saison spielte sie in Gröbenzell vorrangig in der zweiten Frauenmannschaft und erneut vereinzelt in der ersten Mannschaft. Zudem war sie als Gastspielerin der HSG Würm-Mitte in der Jugendbundesliga aktiv. Zur Mitte der Saison 2021/22 gab es viele Ausfälle von Spielerinnen, bedingt durch die Corona-Pandemie. Infolgedessen bekam Gettwart jeweils viele Einsätze bei Spielen der ersten Mannschaft und sie konnte das in sie gesetzte Vertrauen mit starken Leistungen rechtfertigen: sie erzielte in 20 von 22 möglichen Saisonspielen 61 Tore und wurde fortan zur Stammspielerin ihrer Mannschaft. Gröbenzell erreichte – zuhause ungeschlagen – einen Aufstiegsplatz in der 3. Liga, verzichtete aber auf den Aufstieg in die 2. Bundesliga. Zudem spielte sie in den drei letzten Saisonspielen in der zweiten Mannschaft und half nachhaltig dabei, die Klasse für Gröbenzell zu halten. In der Saison 2022/23 spielte sie durchwegs alle Spiele der ersten Mannschaft und vereinzelt in der zweiten Mannschaft. Mit ihrer Drittliga-Mannschaft feierte sie erneut die Meisterschaft. Dieses Mal entschied man sich dazu die Aufstiegsrunde zu spielen. Diese gewann man eindrucksvoll auf dem ersten Platz. Somit spielte Gettwart mit ihrer Mannschaft in der Saison 2023/2024 in der 2. Bundesliga.
Gettwart wechselte im Sommer 2024 zum VfL Waiblingen.

## Beachhandball
Gettwart spielt seit dem Jahre 2014 neben dem Hallenhandball, in den Sommermonaten Beachhandball. Ihr Verein sind die Beach Bazis Schleissheim.

### Nachwuchsbereich
2019 wurde Gettwart erstmals für ein Turnier, die Junioren-Europameisterschaften in Stare Jabłonki, Polen, für die deutsche Nachwuchs-Nationalmannschaft nominiert. Die Mannschaft konnte bis in das Halbfinale vordringen, unterlag dort aber der Vertretung Spaniens. Im Spiel um die Bronzemedaille wurden die Niederlande geschlagen, Deutschland gewann das dritte Mal in Folge die Bronzemedaille. Gettwart wurde in allen acht Spielen eingesetzt und erzielte 70 Punkte. Damit war sie gemeinsam mit Michelle Schäfer zweitbeste Torschützin der deutschen Mannschaft hinter Michelle Köbrich.

### Nationalmannschaft
Ihr internationales Debüt als Spielerin der A-Nationalmannschaft gab Gettwart im Rahmen des Canaren-Cups 2021, eines Vorbereitungsturniers für Nationalmannschaften, vor den Europameisterschaften 2021. Gettwart gewann mit der Mannschaft das Turnier und konnte sich nachhaltig für die EM-Mannschaft empfehlen. Nationaltrainer Alexander Novakovic nominierte sie schließlich für das finale Aufgebot der kontinentalen Meisterschaften in Warna, Bulgarien. Die deutsche Mannschaft startete mit drei klaren Zweisatzsiegen über Rumänien, Portugal und die Niederlande, in ihrer Vorrunde in das Turnier. Das setzte das Team gegen Frankreich, Griechenland und Polen in der Hauptrunde fort und zog ohne Satzverlust in das Viertelfinale ein. Dort traf Deutschland auf die amtierenden Vize-Europameister und zweimaligen Europameister aus Ungarn und musste erstmals im Turnierverlauf in den Shootout, wo die Ungarinnen knapp geschlagen wurden. Auch im Halbfinale gegen Spanien musste die deutsche Mannschaft in den Shootout, nachdem in der zweiten Hälfte die einzige wirklich schwache Leistung im Turnierverlauf gezeigt worden war. Den Shootout gewann Deutschland sicher und erreichte erstmals seit 2007 das EM-Finale. Hier traf man auf die Titelverteidiger aus Dänemark, die sicher in zwei Sätzen geschlagen wurden, womit der zweite deutsche EM-Titelgewinn nach 2005 gelang. Gettwart kam in allen neun Spielen zum Einsatz und erzielte auch in jedem Spiel – insgesamt 41 – Punkte. Sowohl im Halbfinale mit sieben Punkten nach Lena Klingler, als auch im Finale mit acht Punkten nach der überragenden Amelie Möllmann, die mehr als die Hälfte aller deutschen Punkte im Finalspiel erzielte, war sie die zweitbeste Werferin Deutschlands.

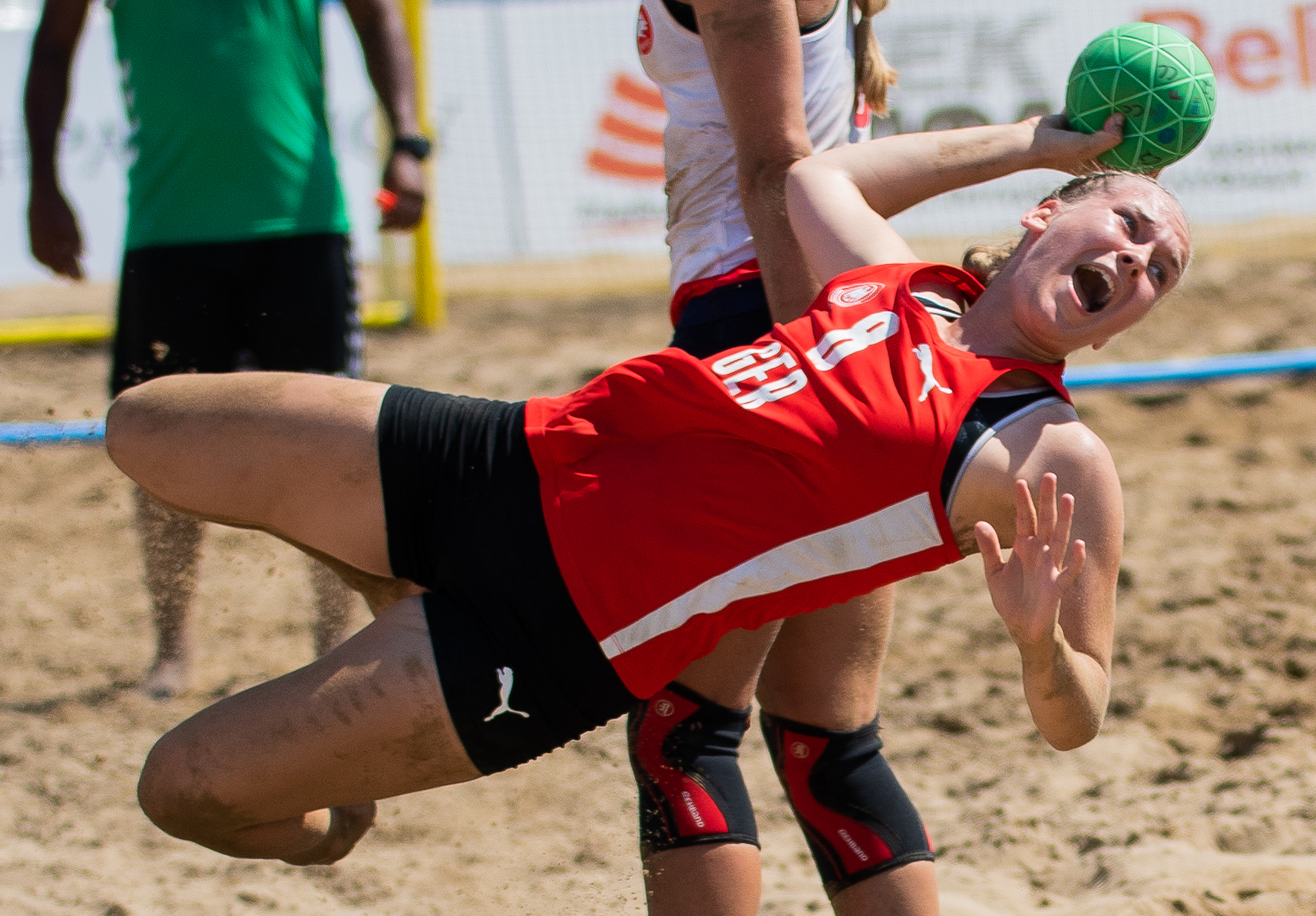
Gettwart beim Torwurf im Vorrundenspiel der WM 2022 gegen Norwegen

Ein Jahr später bei den Weltmeisterschaften 2022 in Iraklio auf Kreta, wurde Gettwart erneut für den um zwei Spieler verkleinerten Kader nominiert. In den ersten beiden Spielen gegen Brasilien (Rekord-Weltmeisterinnen) und Ungarn, konnte sie sich noch nicht durch Punkte auszeichnen. Beim dritten Sieg in der Vorrunde über Norwegen war sie mit zehn erzielten Punkten, hinter Möllmann und Isabel Kattner, beste deutsche Scorerin. Im ersten Spiel der Hauptrunde gegen Uruguay, blieb Gettwart erneut ohne Punkte, gegen Argentinien steuerte sie vier, gegen die Niederlande acht und damit mit Möllmann, die drittmeisten, nach Klingler und Kattner, bei. Im Viertelfinale gegen Portugal, gelangen Gettwart zwei Punkte, im Halbfinale gegen die Niederlande, blieb sie nochmals ohne Treffer, um im Finale gegen Spanien, wiederum mit zwei Punkten, zu treffen. Gettwart gewann mit der deutschen Mannschaft den ersten WM-Titel in der deutschen Beachhandball-Geschichte. Die deutsche Mannschaft leistete dabei Historisches, blieb nicht nur ohne Niederlage, sondern verlor im Verlauf des Turniers nicht einen Satz.
Nur wenige Wochen später trat die deutsche Mannschaft, mittlerweile als Mitfavoritin auf den Titel, in nur auf einer Position verändert, das erste Mal seit 2005, wieder bei den World Games an. Das war das erste Mal, seitdem Beachhandball nicht mehr nur Demonstrationssport, bei der Multisport-Veranstaltung ist. Erneut gewann die Mannschaft alle ihre Spiele, wenngleich sie in der Vorrunde gegen Argentinien und gegen Norwegen, jeweils einen Satz abgeben musste, aber jeweils den folgenden Shootout gewann. Am Ende gewann die Mannschaft im Finale über Norwegen und damit binnen weniger als drei Wochen, ihren zweiten Titel. Für Gettwart hatte das Turnier allerdings einen Wermutstropfen. Aufgrund einer Verletzung konnte sie nur die drei ersten Spiele bestreiten, war in diesen aber ganz klar eine der Leistungsträgerinnen des Teams – gegen Argentinien und Norwegen erzielte sie 12 und 14 Punkte und war damit zweitbeste deutsche Werferin nach Amelie Möllmann. Den Ausfall von Belen Gettwart als Koordinatorin des Angriffspiels, konnte die Mannschaft nur schwer kompensieren. Nach dem Gewinn der Goldmedaille wurden die beteiligten Spielerinnen durch Bundespräsident Frank-Walter Steinmeier im Schloss Bellevue mit dem Silbernen Lorbeerblatt ausgezeichnet.

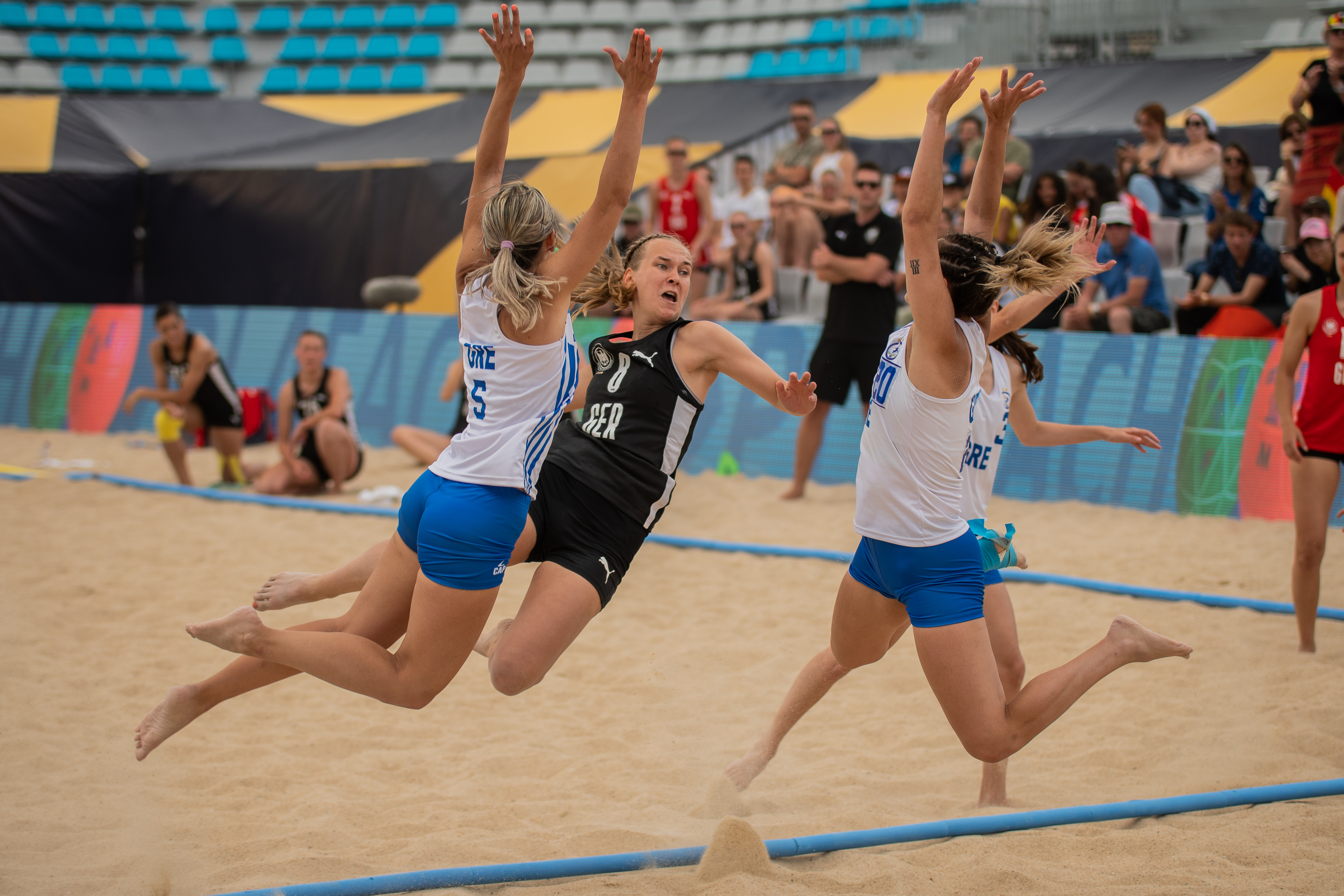
EM2023 Portugal, Gettwart beim Torwurf gegen Griechenland

Bei der Europameisterschaft 2023, in Nazaré, Portugal, wurde Belen Gettwart wieder für die in weiten Teilen unveränderte, deutsche Nationalmannschaft, nominiert. Sie gehörte durchweg zur Stammmannschaft und bestritt alle möglichen neun Spiele. Neben vielen Spinwürfen war sie als „Fakeshooter“ die Spielmacherin und bediente mit Zuspielen ihre Mitspielerinnen im Angriff. Außerdem warf sie ausnahmslos alle Strafwürfe der Mannschaft und verwarf im Verlauf des Turniers nur einen, womit sie eine überaus hohe Treffsicherheit vom Punkt aufwies. Doch auch dieser Pfostentreffer wurde von ihr im Nachwurf verwandelt, ein zweiter Pfostentreffer ging vom Rücken der Torhüterin ins Tor, womit letztlich zumindest indirekt, alle Strafwürfe zu Toren führten. Mit 108 Punkten war sie, nach Isabel Kattner mit 110 Punkten, zweitbeste Schützin ihrer Mannschaft und landete auf Platz sieben der Torschützenliste dieser EM. Die Mannschaft gewann erneut, trotz fehlender Spielpraxis, alle Spiele dieses Turniers und konnte sich, wenn nötig, in jedem Spiel noch einmal steigern. Im Endspiel gegen die Niederlande gab man den ersten Satz mit 18:20 Punkten ab und gewann den zweiten Satz mit 20:14 Punkten. Das entscheidende Shootout entschied man mit 7:4 Punkten für sich. Somit gewann die deutsche Mannschaft nicht nur die Goldmedaille, sondern holte zugleich den 34. Pflichtspielsieg in Folge. Somit war die Mannschaft seit einschließlich der EM 2021 bei internationalen Meisterschaften ungeschlagen.
Bei den European Games 2023 in Krakau, konnte Belen Gettwart mit der Mannschaft, in vielen Teilen mit veränderter Besetzung, erstmals seit 2021, eine internationale Meisterschaft nicht für sich entscheiden. Nach 36 Siegen in Folge mussten die deutschen Frauen zunächst gegen die Niederlande in der Vorrunde, als auch gegen Dänemark im Halbfinale, jeweils eine Niederlage hinnehmen. Gettwart bestritt dennoch erneut ein sehr gutes Turnier als Antreiberin des Angriffsspiels. Sie kam bei allen Turnierspielen zum Einsatz und hatte eine hohe Trefferquote. Zudem war sie wieder für die Strafwürfe verantwortlich, die sie alle verwandeln konnte. Mit ihren 107 erzielten Punkten war Gettwart hinter der Dänin Line Gyldenløve Kristensen (110 Punkte), zweitbeste Torschützin des Turniers. Da die Veranstaltung vom EOK organisiert wurde, war die Im Spiel um den dritten Rang gewonnene Bronzemedaille, die erste olympische Medaille für Deutschland in der Sportart.
Die für August 2023 terminierten ANOC World Beach Games wurden einen Monat vor dem Beginn überraschend abgesagt. Somit wurde die IHF Beachhandball Global Tour in Płock, als letztes Turnier der deutschen Nationalmannschaft 2023, anders als geplant, mit der A-Mannschaft bestritten. Von den aktuellen Europameisterinnen fehlten Lena Klingler und Katharina Filter. Das erste Spiel gegen Dänemark wurde knapp im Shoot-Out verloren. Es folgten zwei souveräne Siege gegen Portugal sowie gegen Polen. Das Endspiel gegen Dänemark wurde in beiden Halbzeiten jeweils mit 22:14 Punkten gewonnen. Belen Gettwart bestritt wiederum ein sehr gutes Turnier als Spielmacherin und wurde zudem als MVP ausgezeichnet.
Für die Weltmeisterschaft 2024 auf Pingtan Island in China waren die Vorzeichen ungünstig. Gettwart hatte sich beim letzten Hallen Liga-Spiel eine schwere Schulterverletzung zugezogen. Dank einer ärztlichen Rundumbetreuung, durch Mannschaftsarzt Florian Dreyer sowie Physiotherapie, wurde sie gerade noch pünktlich zum Turnierbeginn wieder fit.
In der Vorrunde traf die dt. Nationalmannschaft auf Griechenland (2:0), Puerto Rico (2:0) sowie Brasilien (1:2). Während der Vorrunde musste der Co-Trainer Hendrik Sander aus familiären Gründen die Heimreise antreten, was das Team vor eine mentale Herausforderung stellte. Im ersten Spiel der Hauptrunde gegen die Niederlande wurde Nele Kurzke, die einzige Torfrau im deutschen Team, wegen eines unglücklichen Fouls in der Halbzeit Rot gesperrt. Die Abwehrspielerin Julia Drachsler übernahm daraufhin die Position im Tor. Dennoch gewannen man dieses Spiel mit 2:1, in einem engen Shootout-Krimi. Die Rot-Sperre für Kurzke galt auch für das darauffolgende Spiel gegen die Spitzenmannschaft aus Dänemark, welches dann klar in zwei Sätzen verloren wurde. Das Spiel gegen Norwegen, bei dem Belen Gettwart geschont wurde, da man die nächste Runde bereits erreicht hatte, gewann die deutsche Mannschaft mit einem 2:1-Sieg.
Beim Schlüsselspiel gegen Spanien drehte die deutsche Mannschaft ein schon verloren geglaubtes Viertelfinal-Match zu ihren Gunsten. Nachdem die Spanierinnen bereits den ersten Satz mit 17:12 für sich entscheiden konnten, lagen die Spanierinnen auch nach siebeneinhalb Minuten im zweiten Satz mit sechs Toren (18:12) vorne. Selbst eine Minute vor Ende der zweiten Halbzeit lagen sie noch mit vier Punkten (18:14) in Führung. In den Schlusssekunden schaffte Belen Gettwart mit einem zwei Punkte Tor den Ausgleich für die DHB-Auswahl und anschließend warf sie auch das entscheidende Golden Goal. Im folgenden Shoot-Out zeigte dann Lucie-Marie Kretzschmar Nerven. Ihr, zum Sieg hätte reichender, Ein-Punkte-Wurf, beim Spielstand von 8:8, ging an den Pfosten. Dennoch ging das Shoot-Out durch einen anschließenden Fehler seitens der Spanierinnen, mit dem Endstand von 12:10, an das DHB-Team. Gettwart zeigte einmal mehr eine sehr gute Leistung in diesem Spiel und erzielte mit Abstand die meisten Punkte (17) ihres Teams.
Die deutsche Nationalmannschaft bestritt somit ihr Halbfinale gegen Dänemark. Die deutschen Frauen konnten gleich den ersten Satz mit 25:20 für sich entscheiden, unterlagen aber im zweiten Satz dann mit 20:21. Im Shotout gewann Deutschland mit 9:8 Punkten. Die meisten Punkte erzielte wiederum Gettwart (18), knapp gefolgt von Amelie Möllmann (17). Für die deutschen Frauen ging es im Finale gegen Argentinien, das sich gegen Brasilien und die Niederlande den Weg ins Finale erkämpft hatte. Angeführt von Amelie Möllmann, Belen Gettwart und Isabel Kattner legten die DHB-Frauen von der ersten Minute an vor – nach sechs Minuten stand es bereits ein 12:6 auf der Anzeigetafel und der Vorsprung wurde bis zum 24:16-Satzerfolg behauptet. Im zweiten Abschnitt führte Deutschland zunächst, geriet dann aber mit 8:10 in Rückstand. Doch das DHB-Team holte sich die Führung zurück und sicherte mit finalen Treffern von Gettwart und Dilayla Alarslan den 21:18-Erfolg im zweiten Satz – und somit nach 2022, auch 2024 den Weltmeister-Titel. Belen Gettwart warf hinter Amelie Möllmann (14) die zweitmeisten Punkte (12) in diesem Spiel.
Zum Abschluss der Beachsaison 2024 erzielte Belen Gettwart mit dem stark veränderten DHB-Team, bei der IHF Global Tour in Cádiz, gegen die Mannschaften aus Dänemark, Spanien und Portugal, einen dritten Platz bei diesem Turnier.

### Vereinsebene

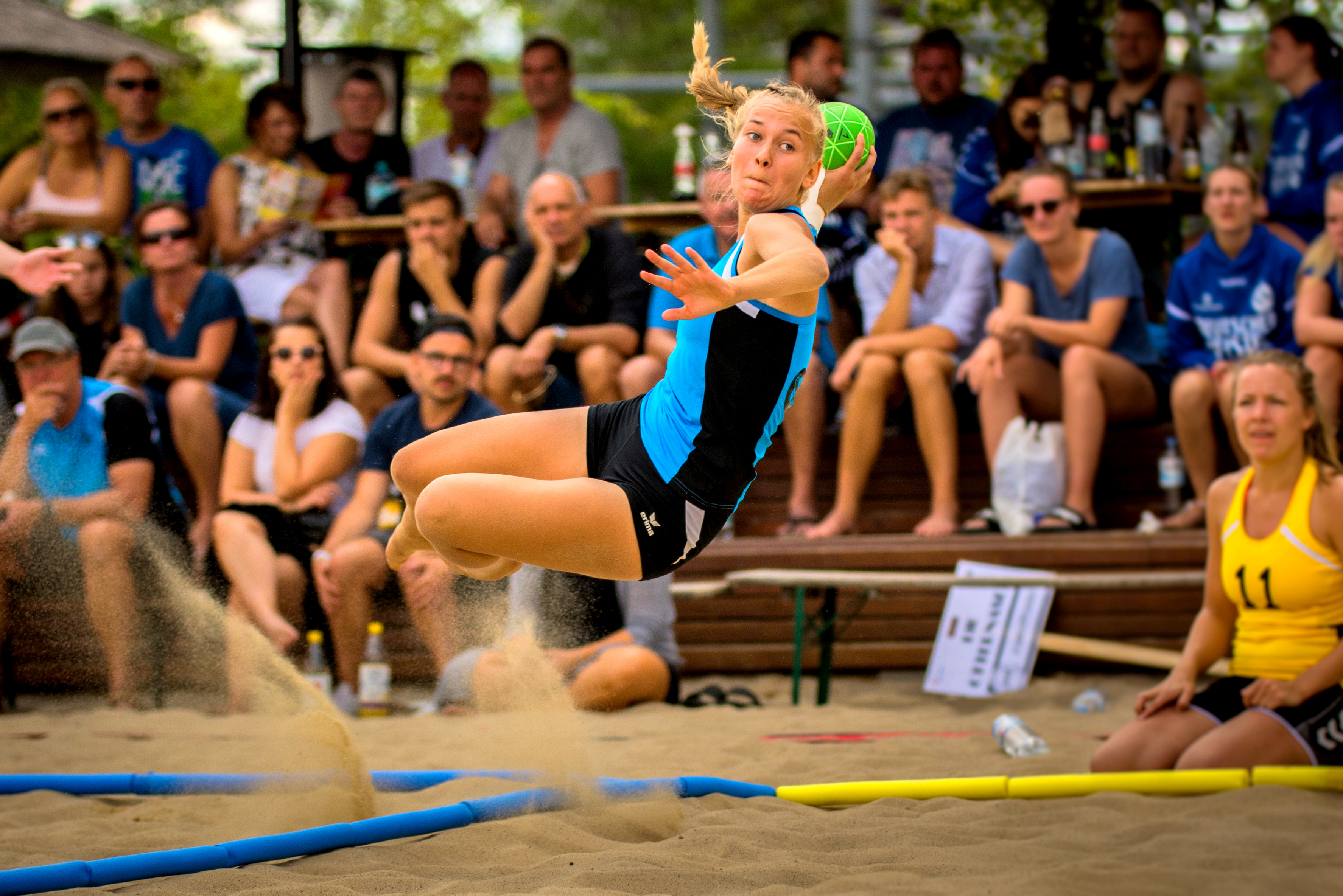
Gettwart im Finalspiel der Deutschen Meisterschaften 2018

Schon im Nachwuchsbereich erreichte Gettwart mit ihrer Mannschaft vom TSV Schleißheim (seit 2017 unter dem Namen Beach Bazis Schleissheim) Erfolge. 2015 gewann sie den Bayerischen Meistertitel Titel mit der C-Jugend, im Jahr darauf wiederholte sie diesen Titelgewinn mit ihrer Mannschaft und gewann zudem den Titel mit der B-Jugend. 2017 und 2018 gewann sie erneut zwei Bayerische Meistertitel, nun mit der B- und A-Jugend. Zudem wurde in beiden Jahren der Titel bei den Deutschen Meisterschaften in der Altersklasse U 17 gefeiert, 2018 wurde Gettwart als beste Spielerin des Turniers (MVP) ausgezeichnet. Bei den Deutschen Meisterschaften der Frauen wurde sie 2018 mit den Beach Bazis Vizemeisterin, im Finale unterlagen sie der Mannschaft Strandgeflüster Minden. Gettwart wurde als beste Torschützin des Turniers ausgezeichnet. Mit der Vizemeisterschaft qualifizierte sie sich mit ihrer Mannschaft auch erstmals für einen internationalen Wettbewerb, den EHF Beach Handball Champions Cup 2018. In Catania wurde die Mannschaft Zehnte, Gettwart erzielte mit 52 Punkten die meisten ihrer Mannschaft im Turnierverlauf.

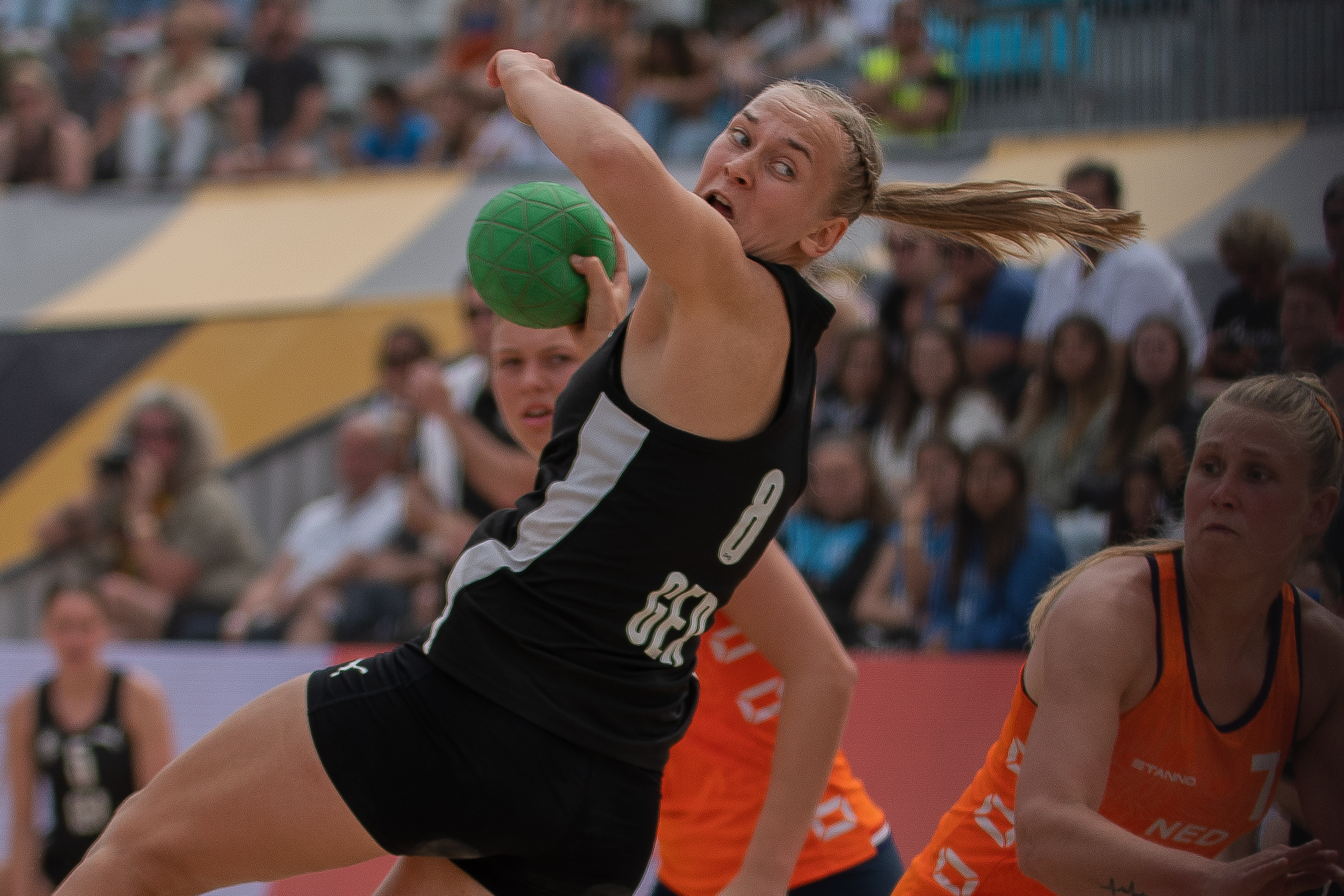
EM 2023 Portugal, Gettwart beim Torwurf im Endspiel gegen die Niederlande

Die Deutschen Meisterschaften 2019 waren für das Team nicht so erfolgreich, die Beach Bazis erreichten den sechsten Rang. Besser lief es bei den Bayerischen Frauenmeisterschaften, wo der Titel errungen wurde. Weitere Titel gewann sie 2019 bei den Deutschen U-18-Meisterschaften sowie den Bayerischen Meisterschaften der A-Jugend, bei beiden Turnieren wurde sie zudem als MVP ausgezeichnet. 2020 fielen alle Turniere und Meisterschaften aufgrund der COVID-a9-Pandemie aus. 2021 konnte unter Auflagen die Deutsche Meisterschaft durchgeführt werden, wo Gettwart mit den Beach Bazis Fünfte wurde. Es dauerte bis 2022, dass die Beach Bazis bei Deutschen Meisterschaften erneut das Halbfinale erreichten. In Cuxhaven wurde nicht nur das Halbfinale, sondern auch das Finale gegen die Minga Turtles Ismaning siegreich gestaltet und damit erstmals der Titel gewonnen. Gettwart konnte beim Finalturnier aufgrund der bei den World Games erlittenen Verletzung, nicht mitwirken und war nur als Zuschauerin vor Ort. Auf dem Feld stand sie wieder beim EHF Beach Handball Champions Cup 2022 in Porto Santo, als die Beach Bazis bei ihrem zweiten Auftritt in der „Champions League“ des Beachhandballs Sechste wurden. Gettwart konnte persönlich eine sehr gute Leistung zeigen und erzielte 127 Punkte in neun Spielen. Damit war sie nicht nur mit Abstand die beste Torschützin ihrer Mannschaft, sondern auch die beste Torschützin der beiden deutschen weiblichen Mannschaften und fünftbeste Torschützin in der Topscorer-Liste. Bei den Bayerischen Meisterschaften wurden die Beach Bazis Vizemeisterinnen.
Die Beach Bazis Damen wiederholten den Triumph von 2022 und gewannen wiederum die deutsche Beachhandball Meisterschaft 2023 in Cuxhaven! Im Finale gegen die Minga Turtles entwickelte sich ein Match auf Augenniveau. Beide Mannschaften gewannen jeweils einen Satz per Golden Goal. Das folgende Shoot-Out gewannen die Beach Bazis für sich. Belen Gettwart bestritt ein herausragendes Turnier und wurde dafür gleich doppelt ausgezeichnet. Zum einen als beste Shooterin und zum zweiten als MVP. Mit dem gewonnenen Titel war man wiederum für den EHF Beach Handball Champions Cup 2023 in Porto Santo, qualifiziert. Während die Mannschaft die Vorrunde mit zwei Siegen und einer Niederlage absolvierte, wurde es in der Hauptrunde erheblich schwerer. Man startete mit zwei Niederlagen und einem Sieg, so dass es dann auf das letzte Spiel der Hauptrunde ankam. Dieses wurde gewonnen und somit erreichte die Mannschaft das Viertelfinale. Hier gab es zwei hart umkämpfte Sätze gegen die Portugiesinnen von GRD Leca – Love Tiles. Das Shootout konnten die BeachBazis dann wiederum für sich entschieden. Im Halbfinale kam es wiederum zu einem engen Match gegen die Titelverteidigerinnen, OVB Beach Girls aus Ungarn. Der erste Satz ging verloren und der zweite Satz wurde gewonnen. Im folgenden Shootout musste sich die Mannschaft mit 6:9 Punkten geschlagen geben. Im Spiel um Platz drei ging es gegen die Rekordsiegerinnen CATS A.M. Team Almeria. Wiederum entwickelte sich ein Match auf Augenhöhe. Der erste ging an die Spanierinnen, Satz zwei an die Deutschen. Das abschließende Shootout wurde mit 5:0 Punkten gewonnen. Somit gewannen die Beach Bazis die Bronze-Medaille und erreichten damit den bisher größten Erfolg in der Vereinsgeschichte. Belen Gettwart spielte ein, auch persönlich, herausragendes Turnier. Mit 166 erzielten Punkten war sie am Ende, mit 31 Punkten Vorsprung auf die zweitplatzierte Spielerin Batista Portero, die Top-Scorerin des Turniers.
Bei den deutschen Meisterschaften 2024 konnten die Beach Bazis alle Vorrundenspiele gegen die Mannschaften Dicke B, Beach Unicorns, Flying Ducks, sowie gegen die Brüder Ismaning für sich entscheiden und wurde somit ungeschlagen Gruppen-Erste. Das Viertelfinale verlor man überraschenderweise gegen die Despos. Nach einer sehr schwachen Leistung in der ersten Halbzeit verlor man diese mit 18:19. Die zweite Halbzeit wurde mit 26:8 gewonnen. Das entscheidende Shootout verlor man, wiederum mit einer schwachen Leistung, mit 2:4. Somit konnten die Beach Bazis, entgegen der eigenen Erwartungen, nur noch um die unteren Ränge kämpfen. Mit den Siegen über Strandgeflüster Minden und Dickes B erreichte man Platz fünf.

## Erfolge

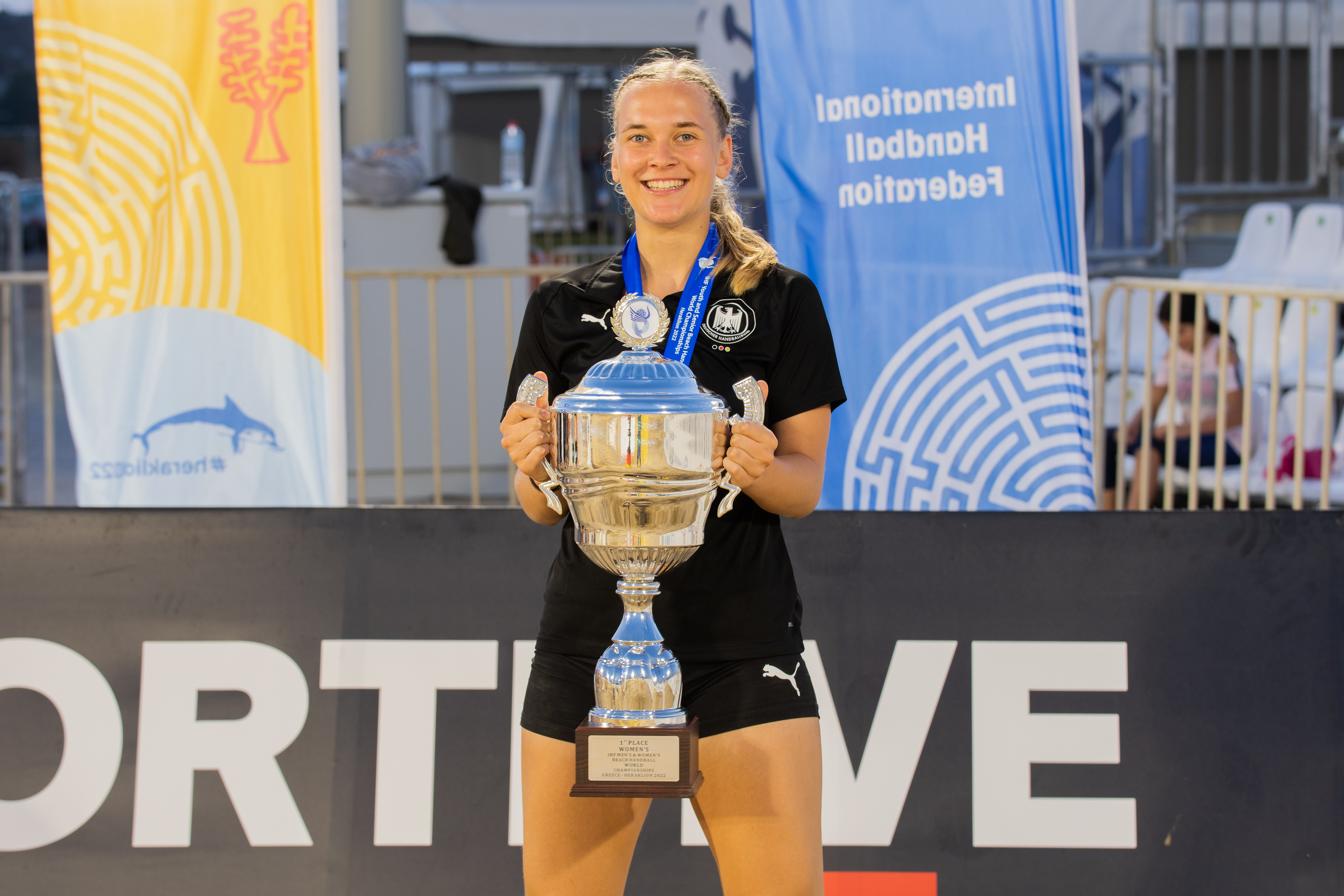
2022 WM Kreta Beachhandball, Gettwart mit dem Siegerpokal

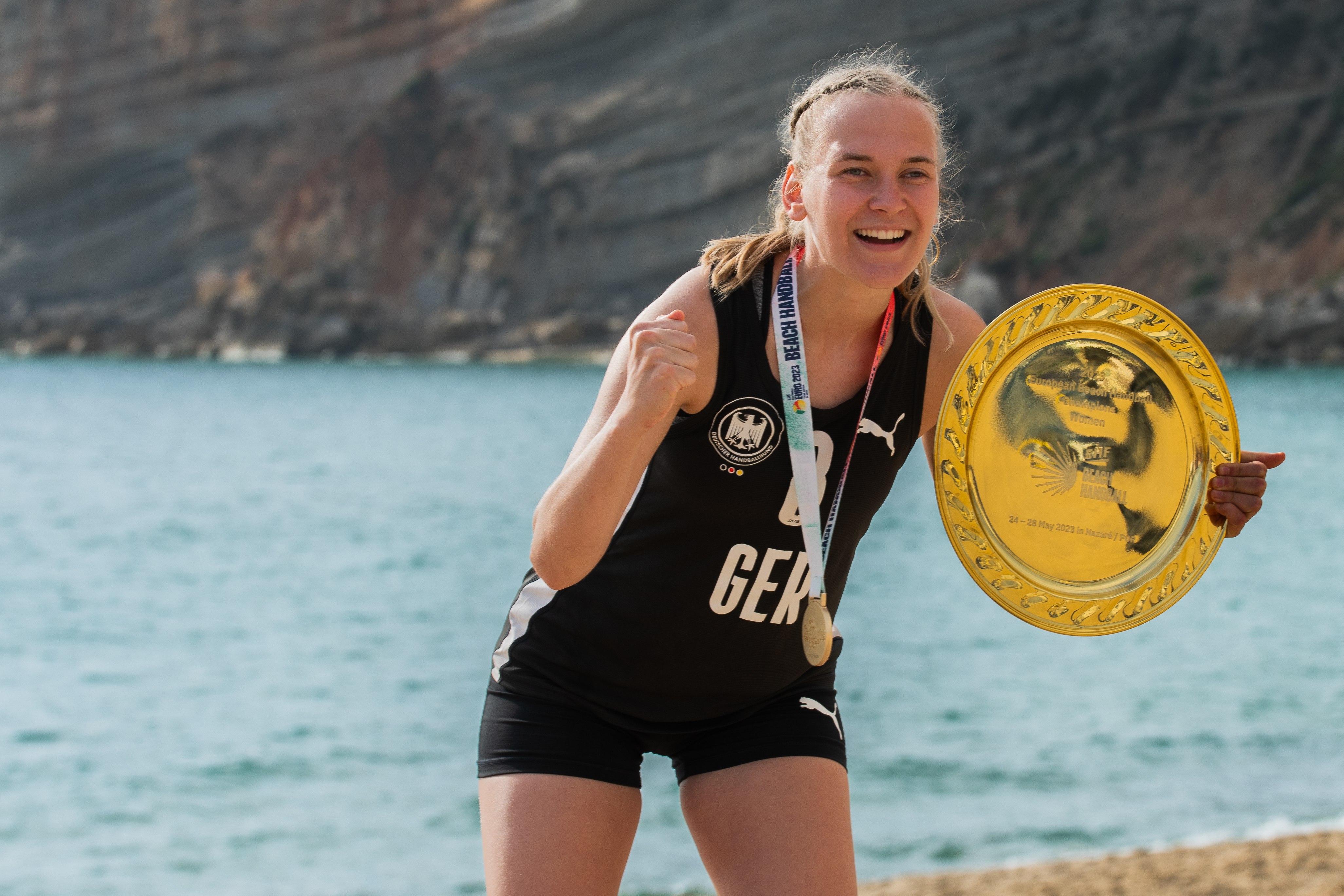
EM 2023 Portugal, Gettwart mit der gewonnenen Siegerschale

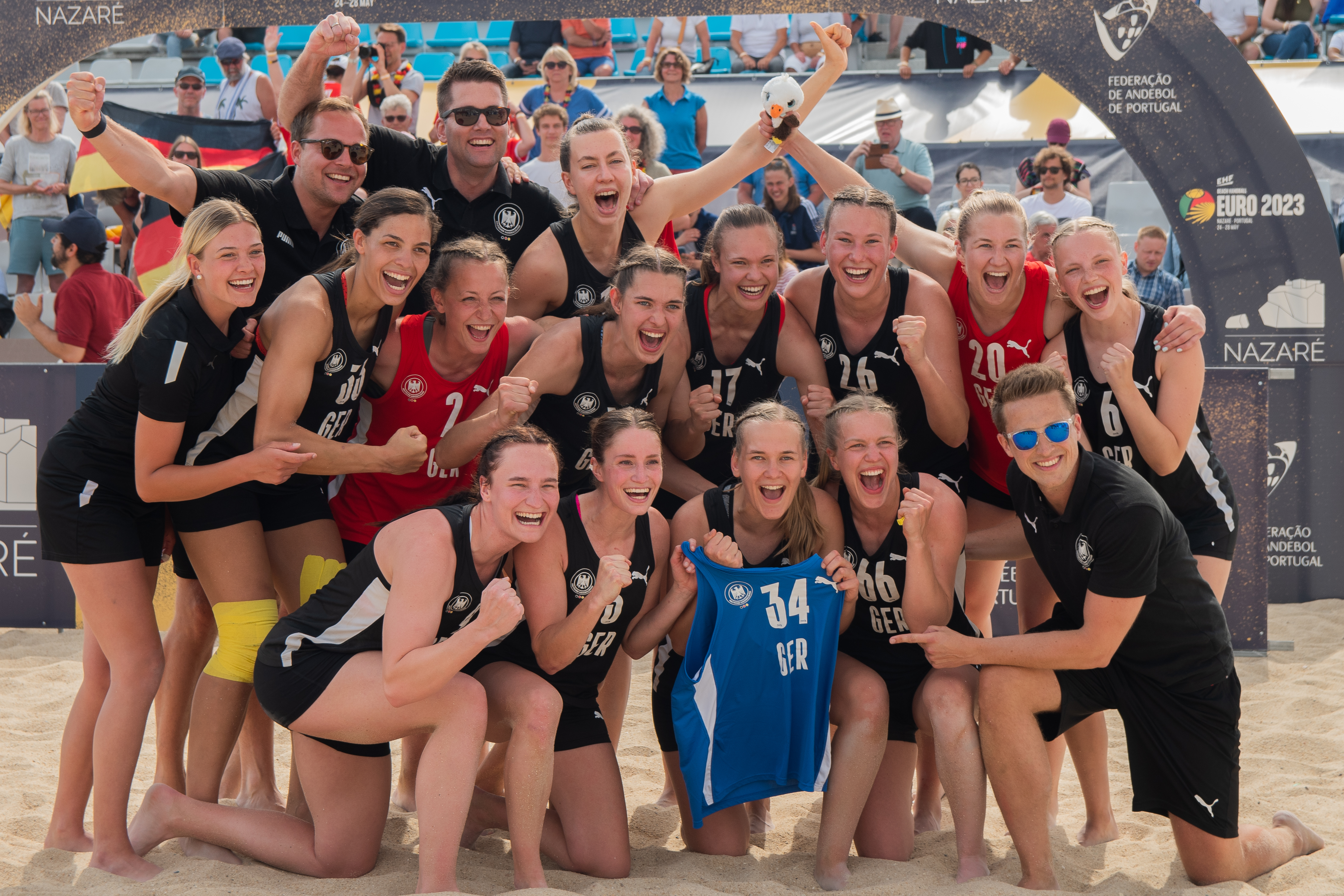
EM 2023, Nazare, Portugal, Siegerfoto nach dem Gewinn des Endspiels gegen die Niederlande

| European Games - 2023: 3. World Games - 2022: 1. Weltmeisterschaften - 2022: 1. - 2024: 1. Europameisterschaften - 2021: 1. - 2023: 1. IHF Beachhandball Global Tour - 2023: 1. - 2024: 3. Canaren-Cup - 2021: 1. Junioren-Europameisterschaften - 2019: 3. EHF Beach Handball Champions Cup - 2018: 10. - 2022: 6. - 2023: 3. Deutsche Meisterschaften - 2018: 2. - 2019: 6. - 2021: 5. - 2022: 1. - 2023: 1. - 2024: 5. Platz | Bayerische Meisterschaften - 2019: 1. - 2022: 2. Deutsche Jugend-Meisterschaften - 2017: 1. (U 17) - 2018: 1. (U 17) - 2019: 1. (U 18) Bayerische Jugend-Meisterschaften - 2015: 1. (C-Jugend) - 2016: 1. (C-Jugend) - 2016: 1. (B-Jugend) - 2017: 1. (B-Jugend) - 2017: 1. (A-Jugend) - 2018: 1. (B-Jugend) - 2018: 1. (A-Jugend) - 2019: 1. (A-Jugend) | MVP - Deutsche Jugend-Meisterschaften: 2018, 2019 - Bayerische Jugend-Meisterschaften: 2019 - IHF Beachhandball Global Tour: 2023 - Deutsche Meisterschaften: 2023 Beste Torschützin - Deutsche Meisterschaften: 2018 - Deutsche Meisterschaften: 2023 - EHF Beach Handball Champions Cup 2023 |

## Belege und Anmerkungen
1. ↑  World Games: Deutsche Beachhandballerinnen schreiben Geschichte. Abgerufen am 29. November 2022.
2. ↑  Thomas: DHB-Sichtung Belen Gettwart. In: Schleissheim Handball. 10. März 2017, abgerufen am 29. November 2022 (deutsch).
3. ↑  Dieter Metzler: Handball 3. Liga: Heimstarker HCD Gröbenzell krönt sich zum Meister. In: merkur.de. 7. April 2022, abgerufen am 28. Februar 2024.
4. ↑  „Eine verdammt schwierige Situation“ - Belen Gettwart hofft auf Kader-Platz bei der Beach-Handball-WM. Abgerufen am 29. November 2022.
5. ↑  VfL Waiblingen verpflichtet Beachhandball-Nationalspielerin. In: handball-world.news. Abgerufen am 28. März 2024.
6. ↑  handball-world: Kader der Jugend-Nationalteams für Beach-EM festgelegt - Trainer warnen vor zu hohen Erwartungen. Abgerufen am 29. November 2022.
7. ↑  Bayerischer Handball-Verband - Bronze für Deutschland und eine MVP aus Bayern. Abgerufen am 2. Dezember 2022.
8. ↑  European Handball Federation - 2019 Women's Ech Beach Handball 17 / Final Tournament. Abgerufen am 29. November 2022 (englisch).
9. ↑  European Handball Federation - 2021 Women's ECh Beach Handball / Final Tournament. Abgerufen am 29. November 2022 (englisch).
10. ↑  So ticken die deutschen Triple-Siegerinnen. Abgerufen am 29. November 2022.
„Eine verdammt schwierige Situation“ - Belen Gettwart hofft auf Kader-Platz bei der Beach-Handball-WM. Abgerufen am 29. November 2022.
IHF | Player Details. Abgerufen am 29. November 2022.
11. ↑  handball-world: "Hat uns ein bisschen wachgerüttelt": Drei Fragen nach #HUNGER an ... Belen Gettwart. Abgerufen am 29. November 2022.
12. ↑  Stefan Galler: Beachhandball: Legendenstatus nach dem Durchmarsch. Abgerufen am 12. Juli 2022.
Frank Heike, Hamburg: Handballstar Lucie Kretzschmar: „Der Beachhandball besticht durch Charme“. In: FAZ.NET. ISSN 0174-4909 (faz.net [abgerufen am 12. Juli 2022]).
sportschau.de: Beach-Handball: Meilenstein: Beach-Handballerinnen holen erstes WM-Gold. Abgerufen am 12. Juli 2022.
13. ↑  handball-world: Neun Weltmeisterinnen, eine Debütantin: Beachhandball-Kader von Deutschland für World Games steht fest. Abgerufen am 29. November 2022.
14. ↑  Hamburger Abendblatt - Hamburg: World Games: Ein Leben zwischen Halle und Strand. 7. Juli 2022, abgerufen am 12. Juli 2022 (deutsch).
15. ↑  Viertes Finale in zwölf Monaten: Beachhandballerinnen vor Krönung bei World Games. Abgerufen am 17. Juli 2022 (deutsch).
16. ↑  IHF | Player Details. Abgerufen am 29. November 2022.
17. ↑  Jörg Gettwart: Isabel Kattner und Belen Gettwart wurden mit dem Silbernen Lorbeerblatt ausgezeichnet. In: Beach Bazis Schleissheim. 9. September 2022, abgerufen am 29. November 2022 (deutsch).
18. ↑  Jörg Gettwart: Bronze bei den European Games & Isi als Fahnenträgerin des Team D! In: Beach Bazis Schleissheim. 26. Juni 2023, abgerufen am 17. Januar 2024 (deutsch).
19. ↑  Dokumentation Deutsche Jugendmeisterschaft Beach Handball PDF Free Download. Abgerufen am 2. Dezember 2022.
20. ↑  Bayerischer Handball-Verband - Beach Bazis sind Deutscher Meister. Abgerufen am 2. Dezember 2022.
21. ↑  Bayerischer Handball-Verband - Bayerische Silber- und Bronzemedaille in Berlin. Abgerufen am 2. Dezember 2022.
22. ↑  European Handball Federation - 2018 Women's Beach Handball Champions Cup / Final Tournament. Abgerufen am 29. November 2022 (englisch).
23. ↑  Schleißheimer Beach-Handballer sind in Bayern eine Macht. Abgerufen am 2. Dezember 2022.
24. ↑  Jörg Gettwart: Beach Bazis werden zum 3. Mal in Folge Deutscher Jugend-Meister. In: Beach Bazis Schleissheim. 14. August 2019, abgerufen am 2. Dezember 2022.
25. ↑  Deutsche Jugend-Meister stehen fest. Abgerufen am 2. Dezember 2022.
26. ↑  Jörg Gettwart: wA ist Bayerischer Meister 2019. In: Beach Bazis Schleissheim. 29. Juli 2019, abgerufen am 2. Dezember 2022.
27. ↑  Bayerischer Handball-Verband - Bayerische Beachhandball Meister. Abgerufen am 2. Dezember 2022.
28. ↑  European Handball Federation - 2022 Women's Beach Handball Champions Cup / Final Tournament. Abgerufen am 29. November 2022 (englisch).
29. ↑  Jörg Gettwart: Belen Gettwart blickt auf ein außergewöhnliches Jahr 2023 zurück! In: Beach Bazis Schleissheim. 10. Januar 2024, abgerufen am 17. Januar 2024 (deutsch).
Jörg Gettwart: Die Beach Bazis werden drittbeste Vereinsmannschaft Europas 2023! In: Beach Bazis Schleissheim. 15. Oktober 2023, abgerufen am 17. Januar 2024 (deutsch).
30. ↑  bei der Endrunde verletzt und ohne Einsatz

| Personendaten    | Personendaten              |
| ---------------- | -------------------------- |
| NAME             | Gettwart, Belen            |
| KURZBESCHREIBUNG | deutsche Handballspielerin |
| GEBURTSDATUM     | 15. März 2002              |
| GEBURTSORT       | München                    |